# Мултиплексирање
У електроници, телекомуникацијама и компјутерским мрежама мултиплексирање је процес у коме се више аналогних или дигиталних сигнала комбинује у један сигнал и преноси неким преносним медијумом до жељеног пријемника.

## Врсте
У зависности од параметра који се мултиплексира, постоје:

### Фреквенцијско мултиплексирање
Користи више фреквенција. На сваку фреквенцију понаособ ставља корисне сигнале. То се врши истовремено на свим кориштеним фреквенцијама. Након тога, у истом временском домену се шаљу све фреквенције.

### Временско мултиплексирање
Када имамо више сигнала које треба пренети, временски мултиплекс ради тако да од сваког узме по мало. Конкретно, то значи да 20 милисекунди узима и преноси сигнал број један (претпоставимо да тај сигнал траје 1 минут) кроз преносни медијум. Потом, долази ред на други корисни сигнал. Мултиплексер сада 20 милисекунди узима и преноси овај други корисни сигнал. Тако стално „опслужује“ сваки сигнал, док од сваког сигнала не буде пренето 20 милисекунди. Када заврши тих првих 20 милисекунди сваког сигнала, креће поново и опет од првог сигнала преноси 20 милисекунди, потом 20 милисекунди другог и то понавња све док потпуно не пренесе све сигнале без обзира на њихово трајање.

### Кодовано мултиплексирање
Предајник који емитује сигнале, сваки сигнал кодира на различити начин (шифрује га), и тако кодованог шаље ка пријемнику. У мноштву сигнала, сваки пријемник препознаје свој сигнал на основу система шифровања, то јест, сваки пријемник може да дешифрује само сигнал који њему треба да припадне јер само његов систем за шифровање зна.

### Просторно мултиплексирање
Просторно мултиплексирање се најчешће примењује у бежичном преносу. Остварује се помоћу спајања више антена у једну мултиплексирајућу антену која може да ради истовремено са више канала (број канала зависи од броја антена које су спојене). Карактеристике преноса директно зависе од врста антена које се користе.
Инверзна операција мултиплексирања је демултиплексирање.

## Примена
Телевизија користи мултиплексирање видео и аудио сигнала и као један сигнал шаље у етар (Фреквенцијско мултиплексирање).
ADSL модем ради фреквенцијско мултиплексирање телефонског сигнала (импулси) и интернет података (интернет протокол) и као један сигнал шаље у централу.
Телефонска централа, врши мултиплексирање повратних жељених интернет података и телефонског сигнала од другог корисника, и као један сигнал шање кориснику.
Бежични телефони користе кодовано мултиплексирање, за комуницирање између базе телефона и мобилног дела (слушалице).
Аналогна телефонија (класични фиксни телефони) користи временско мултиплексирање за реализацију комуникације између два корисника.